# Stefan Butz
Stefan Butz (* 13. September 1962) ist ein ehemaliger deutscher Fußballspieler.

## Karriere
Butz begann mit dem Fußballspielen 1974 in der Jugend von Arminia Bielefeld. Ab 1981 gehörte er dem Bundesligakader an. In seiner ersten Saison absolvierte er drei Spiele, in der folgenden blieb er gänzlich ohne Einsatz und in seiner letzten Spielzeit für die Arminia lief er zwölfmal auf. In keinem seiner Einsätze erzielte der 1,70 m große Stürmer ein Tor. Anschließend wechselte er zum westfälischen Oberligisten ASC Schöppingen und wurde 1986 mit dem ASC Westfalenmeister. Später kehrte Butz nach Bielefeld zurück und spielte noch für die SpVgg Fichte Bielefeld in der Verbandsliga.